# Roelantstraat
De Roelantstraat is een ultrakorte straat in Amsterdam-West. De straat is per raadsbesluit van 20 april 1939 vernoemd naar het Roelantslied in een serie van vernoemingen naar middeleeuwse literatuur.

## Ligging en geschiedenis
De straat werd al aangelegd door de gemeente Sloten; die het de naam Willem Barentszstraat gaf. Een foto uit 1930 laat dat straatnamenbordje nog zien, terwijl het gebied al in 1921 was geannexeerd door gemeente Amsterdam. Die Willem Barentszstraat loopt dan weg van de Admiraal de Ruijterweg naar het westen, maar daar liggen dan nog alleen landerijen. Omdat de gemeente Amsterdam al een Barentszstraat kent, kreeg ze een nieuwe naam De Rijpstraat. In het kader van het Algemeen Uitbreidingsplan van Cor van Eesteren uit de jaren dertig werden plannen gemaakt om de gronden op te vullen met woningbouw. Er worden opnieuw straatnamen uitgedeeld, maar voor de Roelantstraat is dat dan nog voor de halve versie van de straat zoals deze vanaf 1988 er uit ziet. Na de Tweede Wereldoorlog zag het er even naar uit dat de zuidelijke gevelwand zou worden afgebroken in een voorstel De Rijpgracht aan te laten sluiten op de Erasmusgracht, maar men vond het zonde om in tijden van woningnood de woningen af te breken. Er werd volstaan met een duiker. Het voorstel is echter nog wel terug te zien in de ontbrekende bebouwing tussen Roelantstraat en Joos Banckersweg. De bebouwing werd afgerond in 1952 (hoek Vier Heemskinderenstraat) en 1987 (hoek Joos Banckersweg).

## Gebouwen
De straat kent voor de oneven nummers de huizen 1, 3 en 19 tot en met 47. De even nummering loopt van 2 tot en met 14. Daarbij zijn drie bouwperioden te onderscheiden. De gebouwen 1, 3 en 2, 4, grenzen aan de bebouwing aan de Admiraal de Ruijterweg en dateren van rond 1912, dus nog uit de Slotense periode. De Admiraal de Ruijterweg lag destijds nog als een strook bebouwing in landelijk gebied. De straat was in trek omdat men via de Tramlijn Amsterdam - Zandvoort een rechtstreekse verbinding had met de binnenstad. De hogere nummering aan de even zijde dateert van rond 1952; toen de buurt hier werd afgebouwd. De architect van die hoek met de Vier Heemskinderenstraat is Lau Peters; in 2008/2009 moesten herstelwerkzaamheden verricht worden aan de paalfundering. De flat met huisnummer 19 tot en met 47 dateert uit de periode rond 1987 en was een opvulling van een lege ruimte in de stad. De straat bezat ooit nog huisnummers 5 tot en met 9; deze waren gelegen in het bouwblok van de Joos Banckersweg, ze vervielen later om vervangen te worden door huisnummers aan die straat.

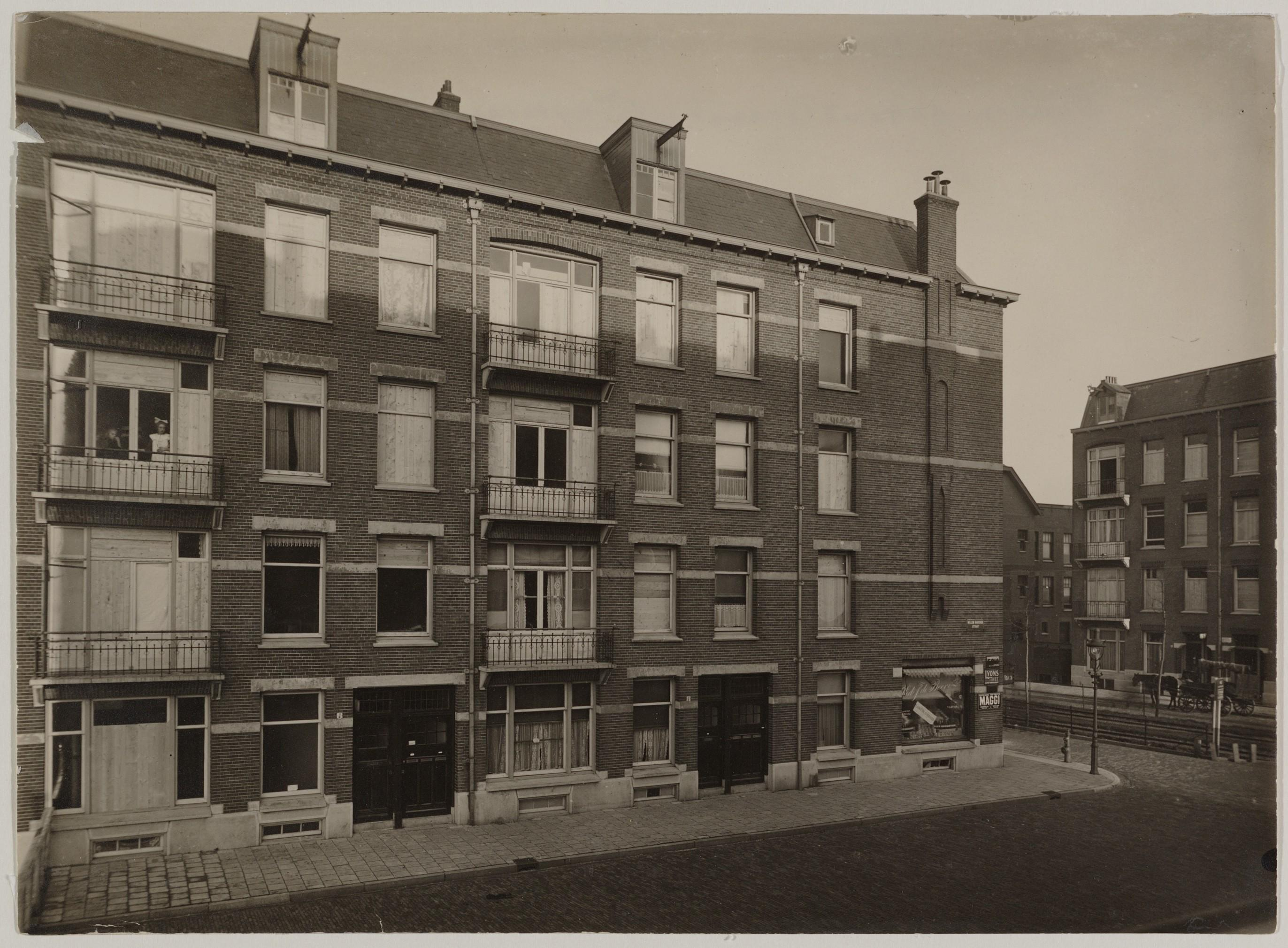
De noordelijke gevelwand van de Willem Barentszstraat in 1930

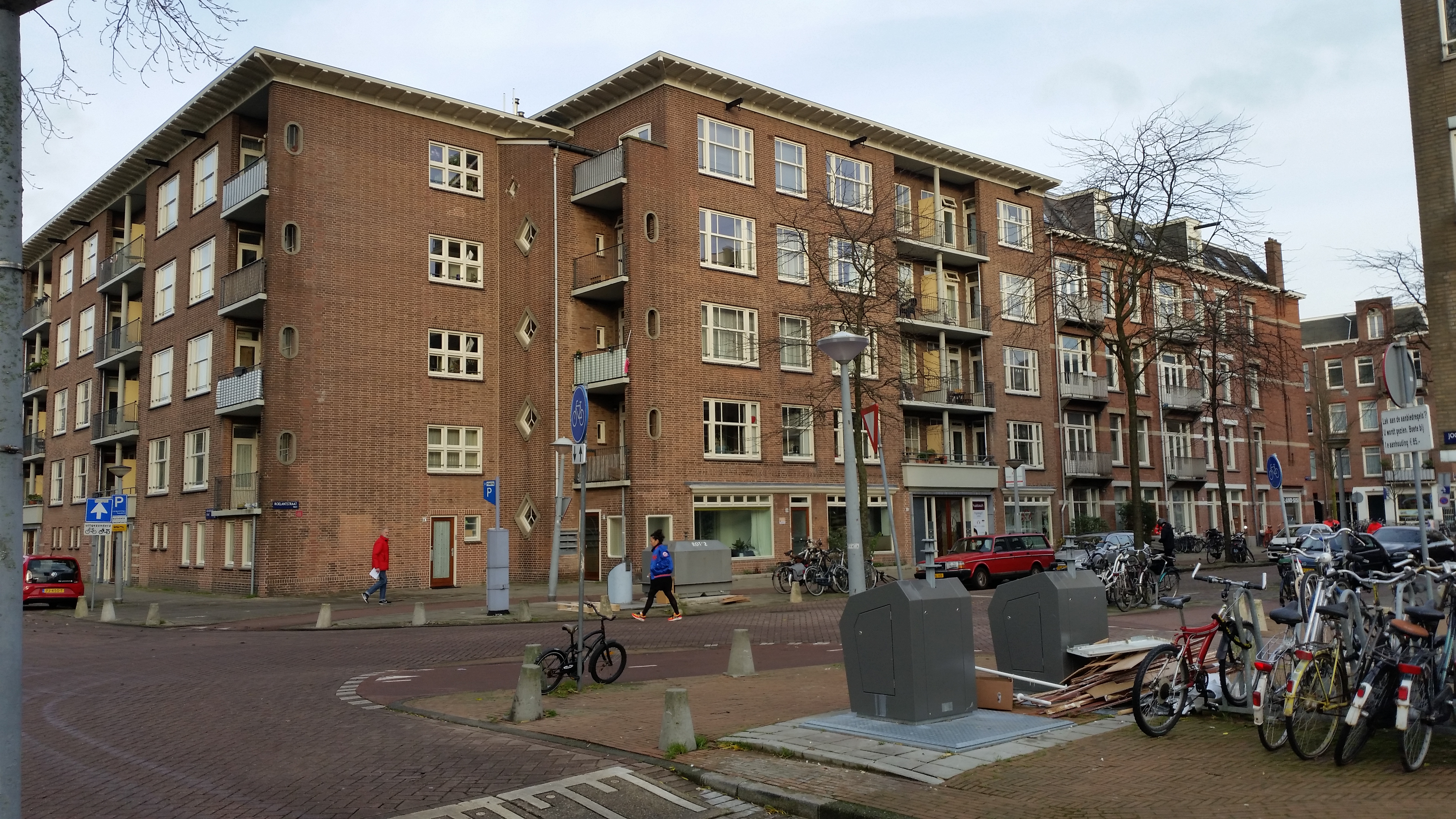
De noordelijke gevelwand in december 2018